# Cuccia

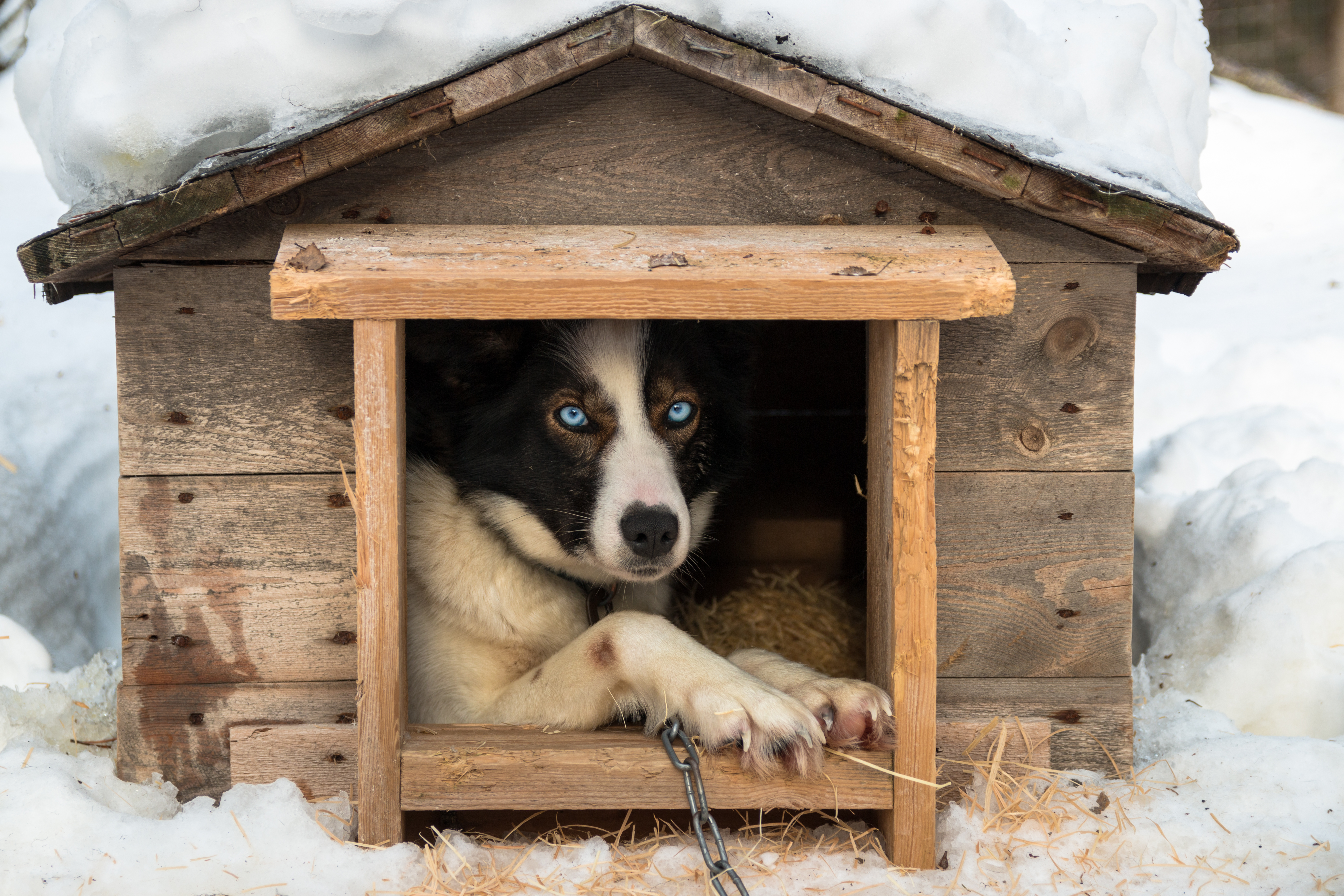
Cane husky all'interno di una cuccia in legno

Con cuccia s'intende generalmente il luogo adibito al riposo del cane, con lo stesso termine però si identifica anche un manufatto artificiale idoneo a tale scopo. A differenza del canile, la cuccia è un luogo privato che il cane riconosce come proprio.

## Descrizione
Chiamata anche "casetta del cane", termine che va a sottolineare l'intimità dell'ambiente per l'animale domestico, è tendenzialmente realizzata in materiale isolante (spesso legno) e completamente chiusa, per evitare perdita di calore, tranne che per una fessura frontale dove l'animale può entrare o uscire. Il tetto è quasi sempre in materiale impermeabile e, come i tetti delle case vere e proprie, tende ad essere spiovente per impedire alla neve o alla pioggia di raccogliersi, visto che è un oggetto destinato all'aperto. La fessura non arriva mai a filo con il pavimento, per impedire che la cuccia stessa si allaghi.

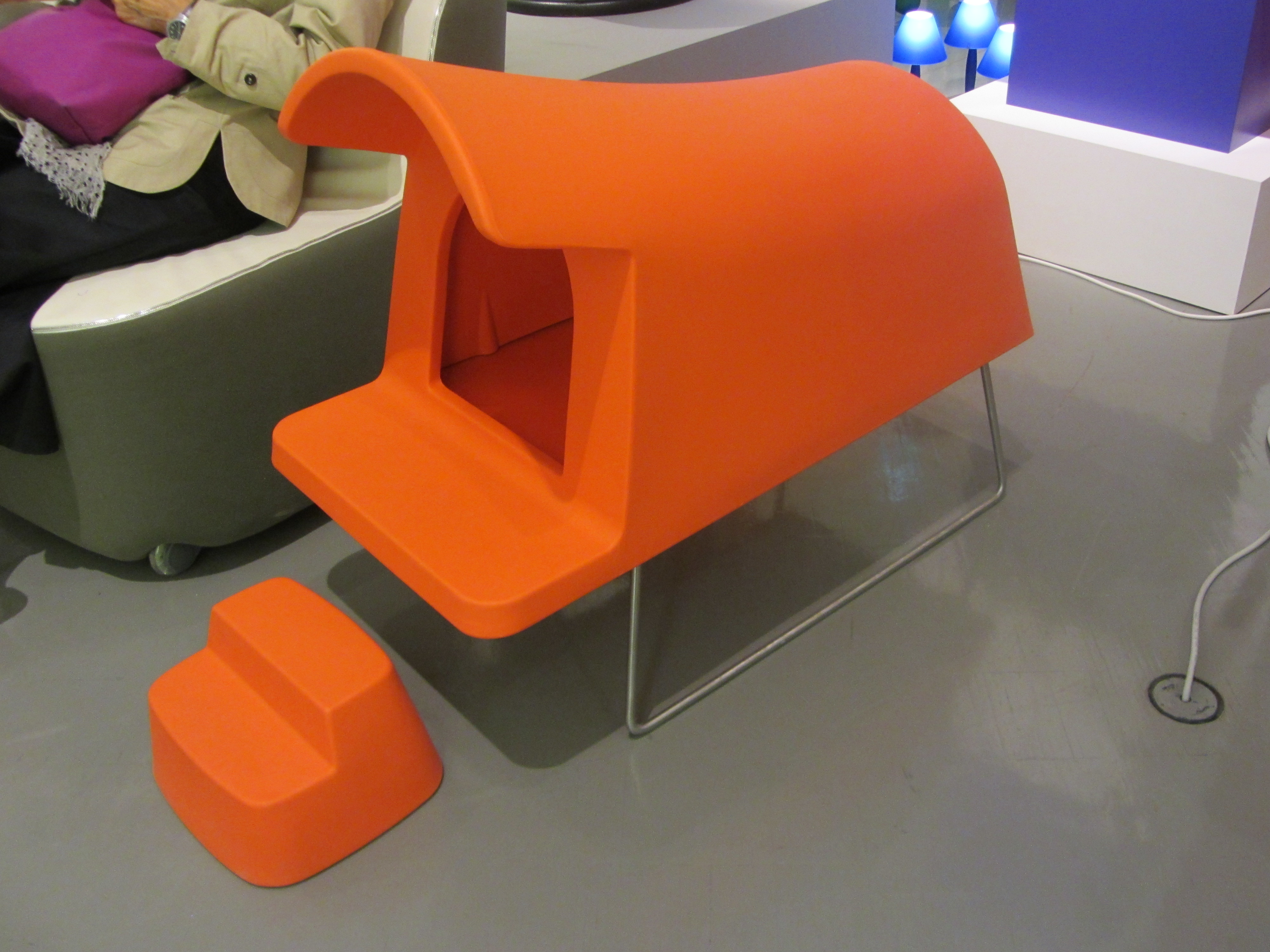
La cuccia in materiale plastico "Dog House", progettata dal designer Michael Young

Possono essere impiegati anche materiali diversi dal legno, come per esempio resine plastiche o altri materiali polimerici che hanno comunque un buon comportamento isolante e sono più economici e leggeri del legno massello. Un famoso esempio moderno di cuccia per cani è Dog House, progettata dal designer inglese Michael Young per l'azienda italiana di arredamento Magis; una cuccia per cani in polietilene rialzata da terra con una scaletta separata per facilitarvi l'accesso.